# Gravisauria
De Gravisauria zijn een groep sauropode dinosauriërs.
De klade Gravisauria werd in 2008 door de Franse paleontoloog Ronan Allain en de Marokkaanse paleontologe Najat Aquesbi benoemd toen een kladistische analyse van de door Allain gevonden dinosauriër Tazoudasaurus als uitkomst had dat de Vulcanodontidae, de groep die Tazoudaurus en Vulcanodon omvat, het zustertaxon was van de klade Eusauropoda, maar ook dat bepaalde soorten zoals Antetonitrus, Gongxianosaurus en Isanosaurus niet tot de Vulcanodontidae behoorden maar een nog basalere positie innamen in de Sauropoda. Dat maakte het zinnig om een begrip te hebben voor de, ten opzichte van dezen, meer afgeleide groep die de Vulcanodontidae en de Eusauropoda omvatte: de Gravisauria ("zware sauriërs"), gedefinieerd als: de groep die gevormd wordt door de laatste gemeenschappelijke voorouder van Tazoudasaurus en Saltasaurus (Bonaparte & Powell, 1980) en al zijn afstammelingen. 
Aquesbi noemde twee synapomorfieën, afgeleide gedeelde eigenschappen, van de Gravisauria: dat de ruggenwervels breder zijn van links naar rechts dan van voren naar achteren en het bezit van asymmetrische condyli femoris aan de onderkant van het dijbeen.  Dat werden eerder nog gedacht synapomorfieën te zijn van de Eusauropoda maar Allain vond deze eigenschappen ook bij Tazoudasaurus.
De Gravisauria splitsten zich af in het vroege Jura, ongeveer op de grens van het Pliensbachien en het Toarcien, 183 miljoen jaar geleden, en Aquesbi meende dat dit deel uitmaakte van een veel grotere omwenteling in de fauna, waartoe ook het verdwijnen van de Prosauropoda, de Coelophysoidea en de basale Thyreophora behoorde en die zij toeschreef aan een, wereldwijd, massa-uitsterven.
De Gravisauria omvatten de meeste sauropoden, zijn dus reusachtige langnekkige planteneters, en stierven zelf uit aan het eind van het Krijt, 66 miljoen jaar geleden.